# 敦拜 (富察氏)
敦拜（？—1660年），正黄旗滿洲人，富察氏。清朝政治人物。

## 生平
天命十一年（1626年），敦拜以佐领从攻明宁远。历任巴牙喇纛章京。崇德年间，多次攻打锦州。顺治初年，入关后从多铎南征取河南、江南，追击李自成部农民军经陕西，入湖广。追明弘光帝至芜湖，破黄得功军，俘弘光帝。于江西讨伐金声桓，后随珠玛喇破广东新会，击退李定国军。进封世职至一等精奇尼哈番，官至盛京总管，加太子太保。顺治十七年卒。谥襄壮。

## 家族
父本科理，兄弟濟席哈、费雅思哈，属正黄旗满州第一参领第十六佐领，该世管佐领最初由本科理管理（本科理和镶黄旗沙济富察氏即乾隆富察皇后祖上同族，见《沙济富察氏族谱》），后由本科理子敦拜、濟席哈、费雅思哈等后裔世袭管理，家族先后一等子一等男爵，曾非常显赫，如有富察素丹、富察貝和諾等。晚清有侍郎凤鸣（同治进士）（凤鸣是敦拜兄弟费雅思哈八世孙，其父瑞成、族堂伯成明和宗室敦诚家联姻，从堂兄弟凤冈、凤纪。凤鸣侄孙祥楙在晚清陆军贵胄学堂记载为祥楙是满洲书润佐领下人，曾祖成明世袭一等男爵头等侍卫 祖凤纪世袭一等男爵原任殺虎副将 本生祖凤冈世袭骑都尉加雲骑尉兼恩骑尉原任山东城守营参将 父连兴世袭一等男爵兼公中佐领 本生父文海世袭骑都尉加雲骑尉兼恩骑尉二等侍卫。此支佐领下人其它姓氏的清末高官者有宁古塔副都统容山（那拉氏）、昌陵總管文山（伊尔根觉罗氏）。